# Walter Licht
Walter Licht (* 15. Juli 1946 in Brooklyn, einem Stadtteil von New York City) ist ein US-amerikanischer Historiker.
Walter Licht erwarb an der Harvard University einen B.A.-Abschluss, an der University of Chicago einen Master-Abschluss in Soziologie und an der Princeton University einen Master- und Ph.D.-Grad in Geschichte. Seit 1977 ist er Professor an der University of Pennsylvania mit dem Schwerpunkt Arbeitergeschichte und Industrialisierung.

## Schriften
- Working For The Railroad: The Organization of Work in the Nineteenth Century (Princeton, 1983)
- Getting Work: Philadelphia, 1840–1950 (Cambridge, MA, 1992)
- Industrializing America: The Nineteenth Century (Baltimore, 1995)
- The Face of Decline: The Pennsylvania Anthracite Region in the Twentieth Century (Ithaca, NY, 2005).